# Pavelló de les Casernes
Il Pavelló de les Casernes è il più importante palazzetto dello sport della città di Vilanova i la Geltrú in Spagna.

## Eventi ospitati
- Final Eight Coppa del Re: 2003, 2012
- Final four Coppa CERS: 2010-2011